# Страх мудрога
Страх мудрога (енгл. The Wise Man's Fear) је фантастични роман америчког писца Патрика Ротфуса, први пут објављен 1. марта 2011. године. Друго је остварење у серијалу Хроника о краљоубици и наставак је романа Име ветра из 2007. године. Књигу је у Србији у два тома објавила издавачка кућа Лагуна 29. марта 2012. године, у преводу Весне Стојковић.

## Радња
Другог дана приповедања о свом животу Хроничару у гостионици Крајпуташ, Квоут наставља причу започету у Имену ветра. Као студент на Универзитету, он долази у сукоб са колегом Амброзом, што је кулминирало тиме да га је Амброз оптужио за општење са демонским моћима, тежак злочин, јер је призвао име ветра. Упркос томе што се успешно одбранио на суду, Квоут је себи обезбедио изузетно високу школарину због негативне пажње коју је привукао на Универзитет. Квоут следи савете својих пријатеља и учитеља на Универзитету и одлучује да направи паузу у студирању како би „јурио ветар”. Да би одложио плаћање дуга зеленашици Деви, користи неколико својих вреднијих ствари као залог пре него што крене на пут.
Гроф Трепе организује да Квоут отпутује бродом у град Северен, у Винтасу, како би помогао Мершону Леранду Алверону да се удвара јединој невести погодној његовој високој позицији, Мелуан Лаклес, у нади да би Квоут заузврат могао да обезбеди његово покровитељство. Квоут пише песме и писма којима се успешно удвара Меровој невести и, убрзо по доласку, ненамерно открива и осујећује заверу за Мерово убиство, чиме добија Мерово поштовање и поверење. Он такође налази Дену како живи у Северену и, након неколико недеља у њеном друштву, први пут чује песму на којој ради, али њен текст нарушава саму срж Квоутовог сазнања о паду Мир Таринијела. Пошто није у могућности да подели своју историју, Квоут се расправља са Деном о значењу песме и њих двоје се разилазе после ружне свађе.
Мер шаље Квоута у лов на групу разбојника који пљачкају његове порезнике у Елду. Са њим полази и група од четворо других плаћеника док прате и супротстављају се разбојницима; Квоут паметно користи своје знање о симпатији и мало среће да брзо и ефикасно разбије бандите, убијајући већину њих, иако њихов вођа мистериозно побегне. Квоте затим прати Фелуријанку, вилу налик нимфи, у њену сопствену земљу, где он остаје неодређено време пошто време у овој земљи пролази другачије. За то време, он спава са Фелуријанком и упознаје се и разговара са Ктејем, злонамерним, пророчким бићем које открива узнемирујуће наговештаје његове могуће будућности. Ктеј такође открива да је вођа разбојника заправо Синдер, један од Чандријана који је давно убио Квоутову дружину, и да Дену окрутно физички злоставља њен мистериозни покровитељ. Ова открића у великој мери узнемиравају Квоута и оптерећују његово срце и ум због чега напушта вилинску земљу и наставља своје путовање.
Када се поново састао са својим сапутницима плаћеницима, сазнаје да су у свету смртника прошла само три дана. На повратку у Северен, једном од плаћеника, адемском ратнику по имену Темпи, наређено је да се врати у своју земљу ради суђења јер је подучавао Квоута кетану, тајновитом облику борилачких вештина; Квоут прати Темпија у далеку земљу Адемре, где завршава своју обуку у кетану и у летани филозофији да би оправдао чињеницу да га је Темпи подучавао. Након што је прошао низ завршних тестова, Квоут је награђен древним мачем који је назвао Цезура и адемском легендом везаном за „Ринте” — Квоуту познато као Чандријани.
Поново на путу за Северен, Квоут убија групу пљачкаша који се представљају као Едема Ру након што су убили чланове првобитне дружине. Затим се враћа код Мера и враћа му новац од порезника који су разбојници украли. Мер и његова супруга му показују породично наслеђе, кутију без видљивог поклопца или браве, и траже његову помоћ да сазнају нешто више о њој, али Квоут не може да дође до било каквих суштинских закључака. Док оправдава своје погубљење пљачкаша и брани Едема Руе, он открива да је и сам Едема Ру. Овим навлачи презир Мерове супруге, која мрзи све Едема Руе зато што су украли њену сестру и присиљава Мера да пошаље Квоута кући упркос његовој значајној служби. Мер показује своју захвалност тако што га је помиловао за убиства пљачкаша, дајући му налог за наступе и кредитно писмо којим може да плаћа школарину на Универзитету. 
По повратку на Универзитет, Квоут постиже финансијску стабилност у договору са благајником на Универзитету, намерно омањујући на својим академским испитима како би подигао сопствену школарину и добио половину новца од школарине изнад одређеног износа. Такође почиње да чује приче о сопственим подвизима, од којих су многе у великој мери преувеличане или измишљене од стране њихових приповедача.
Док је Квоут приповедао своју причу, његов пријатељ и ученик Баст подстиче два војника да опљачкају гостионицу Крајпуташ у покушају да ревитализују Квоута, који губи борбу, након чега Баст касније убија војнике. На крају романа Квоут чини један „савршен корак” наизглед се присећајући кетана и покушавајући да поново постане оно што је некада био.

## Објављивање
Пре изласка књиге, одломак из романа објављен је као приповетка под називом „Пут у Левиншир”, која је победила на такмичењу Писци будућности 2002. године.
Први нацрт рукописа достављен је уреднику 11. маја 2009, а књига је објављена 1. марта 2011. године.
Brilliance Audio је објавио америчке верзије аудио књига Име ветра и Страха мудрога које је читао Ник Подел, а Orion Audio је издао верзије аудио књига за Уједињено Краљевство и остатак света, које је читао Руперт Дегас.
Игру Так описану у књизи Ротфус и Џејмс Ернест су 2016. развили у комерцијалну друштвену игру.

## Пријем
Књига је постигла критични и комерцијални успех, дебитујући је на врху листе фантастике новина The New York Times. Такође је достигла врх листе фикције са тврдим повезом истих новина, отприлике три недеље након објављивања. Аутор Џорџ Р. Р. Мартин написао је на свом блогу да је „Страх мудрога вредео чекања. Прогутао сам је за један дан, остао сам будан скоро до зоре читајући и нестрпљиво ишчекујем наставак. Тај Ротфус је стварно проклето добар”. Locus је објавио да „Страх мудрога прилично скаче са странице, без обзира на окружење и околности”. Рецензија Publishers Weekly-ја је била позитивна, тврдећи да је роман „беспрекоран и лиричан као песма авантуристе и арканисте Квоута који свира лауту, овај хипнотишући наставак Ротфусовог дебија Имена ветра из 2007. је високо дело фантастике”. San Diego Union Tribune, међутим, сматрао је да се Ротфус „предуго задржава у подзаплетима, повремено прибегава случајностима да би унапредио своју причу и у великој мери се ослања на клишеје и анахронизме” и упркос „бриљантним тренуцима” приповедања, „мало је, ако га уопште и има, напретка у Квоутовој потрази за Чандријанима”.